# Aurora Herrero
Aurora Herrero es una actriz teatral española.

## Biografía y formación
Nació en Guarrate (Zamora), aunque desde joven vive y trabaja en Madrid. Está casada con el poeta Pedro Provencio.
En 1980 se licenció en Arte Dramático en la RESAD (Real Escuela Superior de Arte Dramático de Madrid), habiéndose formado especialmente con Antonio Malonda y Josefina García Araez. Además, se especializó en verso clásico en la Escuela de Teatro Clásico (1989-90), perfeccionamiento que le ha servido tanto para impartir clases de verso como para asesorar sobre este aspecto en montajes de teatro clásico. Ha seguido estudios de voz y canto a cargo del especialista Jorge Uribe. También ha ampliado su capacidad actoral con cursos de interpretación y máscaras -con Albert Boadella, a través del Centro de Nuevas Tendencias Escénicas- y de cine -con Patricia Ferreira.
Como actriz ha participado en diversos festivales (en Oporto, Miami, Costa Rica, Almagro y en el Festival de otoño de Madrid), y ha colaborado en múltiples ocasiones en montajes del Centro Dramático Nacional.

## Teatro
- Mariana Pineda (2021), de Federico García Lorca. Dirección: Javier Hernández-Simón.
- Don Juan Tenorio (2008), de José Zorrilla. Dirección: Laila Ripoll.
- Presas (2007), de Verónica Fernández e Ignacio del Moral. Dirección: Ernesto Caballero.
- La nona (2004-2005), de Roberto Cossa. Dirección: Carlos Vides.
- El castigo sin venganza (2003), de Lope de Vega. Dirección: Yolanda Mancebo.
- Higiene de los recuerdos (2002), de Luis G.ª Araus. Dirección: Carlos Manzanares.
- Jácara para la venta (2001-2002), de Paco Torres.
- El bastardo Mudarra (1996), de Lope de Vega. Dirección: Laila Ripoll.
- El acero de Madrid (1993), de Lope de Vega. Dirección: Laila Ripoll.
- Los melindres de Belisa (1992), de Lope de Vega. Dirección: Laila Ripoll.
- Eco y Narciso (1991), de Calderón de la Barca. Dirección: Ernesto Caballero.
- La noche toledana (1990), de Lope de Vega. Dirección: Juan Pedro de Aguilar.
- Entremeses (1987). Dirección: Manolo Sánchez Arillo.
- No hay burlas con Calderón (1985), a partir de textos de Calderón de la Barca. Dirección: Ángel Facio.
- La Celestina (1984), de Fernando de Rojas. Dirección: Ángel Facio.
- Cuentos de los bosques de Viena (1984), de Ödön von Horváth. Dirección: Antonio Larreta.
- La Dorotea(1983), de Lope de Vega. Dirección: Antonio Larreta.
- Medora (1982), de Lope de Rueda. Dirección: José Estruch.

### Lecturas dramatizadas
- Asesinato en la calle Illionis (2000) de Lucía de la Maza Cabrera. Dirección: Laila Ripoll.
- Don Juan de Carillana (1998), de Jacinto Grau. Dirección: Ángel Facio.
- Fugaz (1997), de Josep María Benet i Jornet. Dirección: Ernesto Caballero.
- El señor Paul (1996), de Tankred Dorst. Dirección: Emilio Hernández.

## Otros trabajos

### Musicales
- Angélica en el umbral del cielo (1980), musical de Eduardo Blanco Amor. Dirección: José EStruch.
- El diluvio que viene (1977), de Pietro Garinei y Sandro Giovannini. Dirección: Franz Johan.
- Jesucristo Superstar (1975), de Andrew Lloyd Webber y Tim Rice. Dirección: Jaime Azpilicueta.

### Cine y Televisión
- El Caso. Crónica de sucesos (2016)
- La eternidad (2009), largometraje de Jean Castejón.
- La escalera (2009), videoarte (volandovengo.com).
- Mónica (2003), cortometraje de Marina de Russé.
- Hospital Central (2002), Tele5.
- Al salir de clase (1998), Tele5.
- Vestir de rojo (1998), cortometraje de Carlos Rojo.
- Los melindres de Belisa (1993), por Manuel Ripoll.
- La huella del crimen (1983), TVE-1.